# وداعا أيها الليل (فلم)
وداعا أيها اليل هو فيلم مصري أُصدر في عام 1966 بطولة ،شكري سرحان ، ناهد شريف ،توفيق الدقن، وغيرهم، ومن تأليف وإخراج حسن رضا.

## قصة الفيلم
أحمد طالب جامعي، يموت أحد زملائه، فيكرس وقته للعمل الوطني، يصدم أحمد حين تتزوج جارته حياة من رجل ثري، طمعًا في ثروته، يتم القبض على أحمد أثناء إحدى المظاهرات، ويودع السجن، ويتم تعذيبه بواسطة البوليس السياسي، يلتقى أحمد بحبيبته بعد أن صارت من كبريات القوم.

## طاقم التمثيل
| - شكري سرحان: أحمد - ناهد شريف:حياة - توفيق الدقن: عبده محفوظ - نوال أبو الفتوح - عبد المنعم إبراهيم:سعيد - محمد توفيق: الأسطى منصور | - ميمي شكيب - رجاء يوسف: زوجة منصور - عبد الخالق صالح - عبد العظيم عبد الحق: والد أحمد - وحيد عزت: خالد. - حمدي أحمد: فتحي عمّار | - أحمد خميس - حلمي هلالي - نصر سيف - فتحية علي - حسين عسر - حسين إسماعيل. |

## فريق العمل
| - تأليف وإخراج: حسن رضا - إنتاج وتوزيع: أفلام الشرق - تصوير: حسن عز الدين - موسيقى تصويرية: زهير فهمي (مهندس الصوت) - أحمد نصرت قاووق (مسجل الصوت) | - المؤسسة العامة للسينما (دمشق) (أعمال الصوت والمكساج). - الشركة العامة للإنتاج السينمائي العربي (منتج) - كامل الحفناوي - أحمد كامل الحفناوي(منتج) - عبدالمقصود فرجاني (منتج منفذ) - محمد شاكر (مصور) | - جميل عبدالرحمن (مساعد مصور) - علي حسن (مدير التصوير) - أندريا زنديلس (أندريه) - عباس بسيوني (مساعد الصوت) - عبدالقادر علي (مسجل الصوت) | - حسين عفيفي (مونتير) - ناهد مكاوي (نيجاتيف) - فاروق شحاته (مركب الفيلم) - جمال الدماطي (مخرج مساعد) - حسين عمر (ملاحظ السيناريو) | - مصطفى محرم(سيناريو وحوار) - فؤاد جندي (القصة والحوار) - حلمي عزب (مهندس الديكور) - حسين الشريف (حسين شريف) - ستوديوهات جلال (إعداد الفيلم). |

## وصلات خارجية
- مقالات تستعمل روابط فنية بلا صلة مع ويكي بيانات